# Vappu Taipale

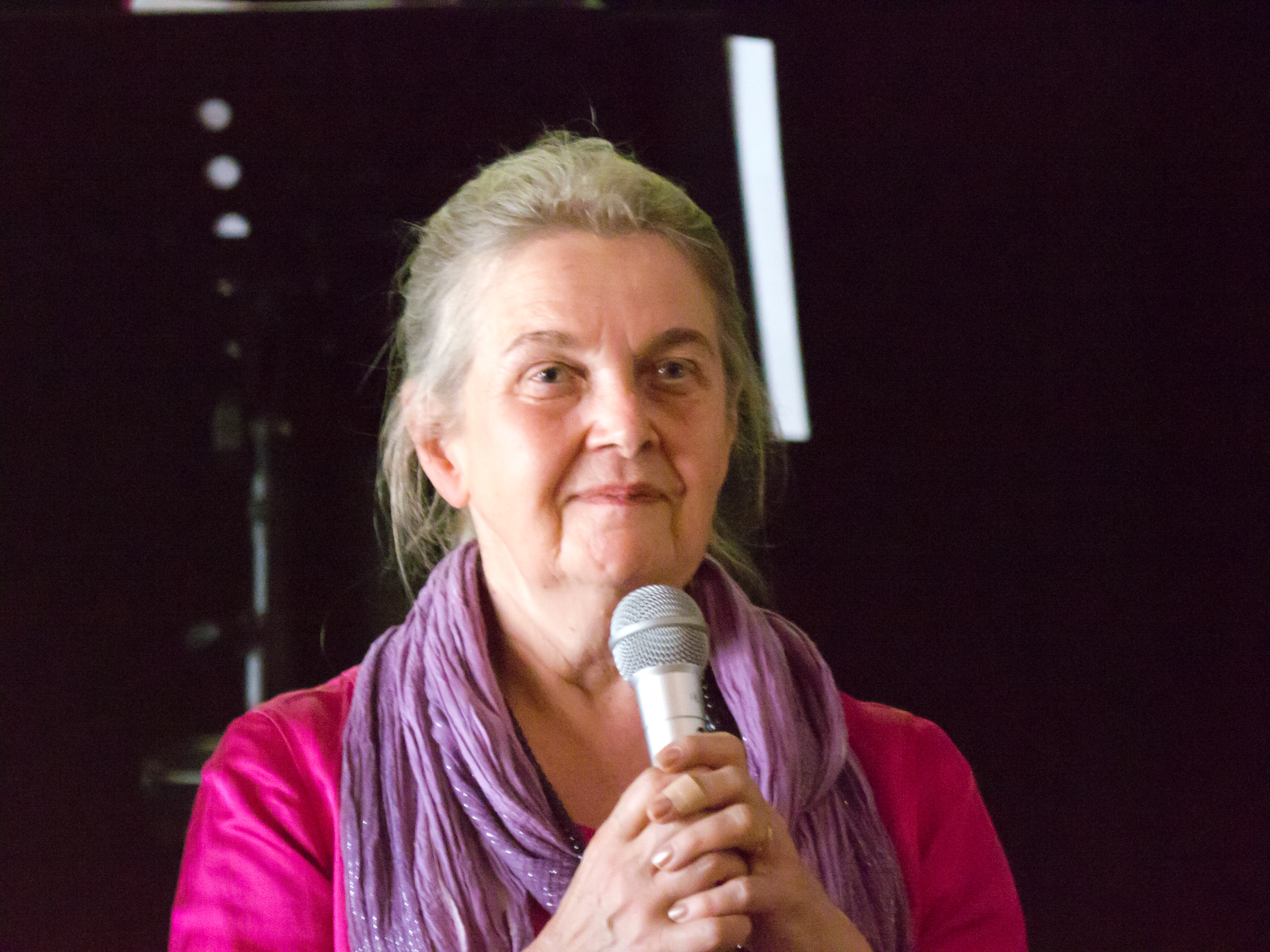
Vappu Taipale (2011)

Vappu Tuulikki Taipale (* 1. Mai 1940 in Vaasa, Österbotten, Finnland) ist eine ehemalige finnische Ärztin, Hochschullehrerin und Politikerin der Sozialdemokratischen Partei Finnlands (SDP), die zwischen 1982 und 1983 Ministerin für Soziales und Gesundheit sowie von 1983 bis 1984 Ministerin im Ministerium für Soziales und Gesundheit war.

## Leben

### Ärztin, Ministerin und Vorsitzende des SDP-Frauenverbandes
Vappu Tuulikki Taipale begann nach dem Schulbesuch 1960 ein Studium der Medizin, das sie 1966 mit einem Lizenziat abschloss. Sie absolvierte eine Fortbildung als Fachärztin für Kinder- und Jugendpsychiatrie und war zunächst zwischen 1970 und 1974 Ärztin am Aurora-Krankenhaus in Pasila, einem Stadtteil von Helsinki, sowie im Anschluss von 1974 bis 1979 Ärztin an der Kinderklinik des Universitätsklinikums der Universität Helsinki. Nach ihrer Promotion zum Doktor der Medizin an der Universität Helsinki 1980 lehrte sie zwischen 1980 und 1984 als Assistenzprofessorin für Kinderpsychiatrie an der Universität Ostfinnland in Kuopio.
Vappu Taipale, die Mitglied der Sozialdemokratischen Partei Finnlands (SDP) ist, wurde am 1. Juli 1982 im dritten Kabinett Sorsa Nachfolgerin von Jacob Söderman als Ministerin für Soziales und Gesundheit und bekleidete dieses Amt bis zum Ende der Amtszeit von Ministerpräsident Kalevi Sorsa am 6. Mai 1983. Im darauf folgenden vierten Kabinett Sorsa fungierte sie zwischen dem 6. Mai 1983 und ihrer Ablösung durch Matti Puhakka am 30. November 1984 als Ministerin im Ministerium für Soziales und Gesundheit. Innerhalb der SDP wurde sie 1984 Nachfolgerin von Meeri Kalavainen als Vorsitzende des Sozialdemokratischen Frauenverbandes und behielt diese Funktion bis 1990, woraufhin Liisa Jaakonsaari ihre Nachfolge antrat.

### Regierungsbeamtin und Hochschullehrerin
Nach ihrem Ausscheiden aus der Regierung war Vappu Taipale als Nachfolgerin von Margit Eskman zwischen 1984 und 1991 Generaldirektorin der Nationalen Sozialbehörde (Sosiaalihallitus/Socialstyrelsen) sowie nach der Fusion mit der Nationalen Gesundheitsbehörde vom 1. März 1991 bis zum 1. Dezember 1992 Generaldirektorin der Nationalen Sozial- und Gesundheitsbehörde (Sosiaali- ja terveyshallitus/Social- och hälsostyrelsen). Zugleich erhielt sie 1988 einen Ruf als außerordentliche Professorin für Kinder- und Jugendpsychiatrie an der Universität Tampere, ehe sie 1990 dem Ruf als außerordentliche Professorin für Kinder- und Jugendpsychiatrie an der Universität Ostfinnland in Kuopio folgte. Am 1. Dezember 1992 wurde sie erste Generaldirektorin des aus der aufgelösten Nationalen Sozial- und Gesundheitsbehörde hervorgegangenen Forschungs- und Entwicklungszentrums für Soziales und Gesundheit STAKES (Sosiaali- ja terveysalan tutkimus- ja kehittämiskeskus/Forsknings- och utvecklingscentralen för social- och hälsovården) und bekleidete dieses Amt bis zu ihrem Eintritt in den Ruhestand 2008, woraufhin Matti Heikkilä ihr Nachfolger wurde. Sie war ferner zwischen 1999 und 2003 Vizepräsidentin der Finnischen Akademie der Wissenschaften und wurde 1999 Vorstandsmitglied des Technologieentwicklungszentrums von Tekes, einer 1983 gegründete Regierungsbehörde, die Forschungs- und Entwicklungsprojekte von Unternehmen, Universitäten und Hochschulen sowie Forschungseinheiten aktiviert und finanziert hat. Darüber hinaus wurde sie 2000 Mitglied sowie 2004 Vorsitzende des Rates der Universität der Vereinten Nationen. 2001 erregte Taipale Aufsehen, als sie in einem Interview mit der Studentenzeitung Ylioppilaslehti sagte, dass sie während ihres Studiums LSD probiert habe.
Vappu Taipale, die mit dem Psychiater und SDP-Politiker Ilkka Taipale verheiratet ist, hat sich aktiv an der Friedensarbeit beteiligt, unter anderem innerhalb der Ärzte für soziale Verantwortung und der Internationalen Ärztebewegung gegen Atomwaffen (IPPNW). Ihre Expertise wurde in vielen unterschiedlichen Bereichen wie psychische Gesundheit, Gleichstellung der Geschlechter, der alternden Bevölkerung und der Flüchtlingsfrage sowie in der Arbeit gegen Prostitution, Gewalt gegen Frauen und sexuelle Ausbeutung von Kindern eingesetzt.

## Veröffentlichungen
- Lastenpsykiatria, Mitautor Eero Valanne, 1971, 5. Auflage 1984, Neuauflage 1991
- Nuoruusiän kriisit, Mitautoren Tor-Björn Hägglund und Kari Pylkkänen, 1978. ISBN 951-20-1512-9.
- Rauhan lapset, 1982, ISBN 951-30-5728-3
- Lasten mielenterveystyö, 1992, ISBN 951-0-17518-8
- Isoäitikirja, 1998, ISBN 951-0-26288-9
- Kertomuksia sosiaalisista innovaatioista, Mitautor Hannu Hämäläinen, 2007, ISBN 978-951-33-1997-7
- Vanha ja vireä. Virkistyskirja vanhoille naisille, 2011. ISBN 978-951-0-36897-8.

in englischer Sprache
- Gerontechnology. A sustainable investment in the future, Mitautor Neil Charness, 1997, ISBN 9-051-99367-6
- Nuclear Exits. Countries Foregoing the Nuclear Option, Mitautor Ilkka Taipale, 2015, ISBN 978-1-13808-289-2